# Discographie des Smashing Pumpkins

La discographie du groupe de rock alternatif américain The Smashing Pumpkins, originaire de Chicago, se compose principalement de huit albums studio, six compilations (en incluant les coffrets) et de plus d'une vingtaine de singles et EP.

## Albums Studio
- Gish, 1991
- Siamese Dream, 1993

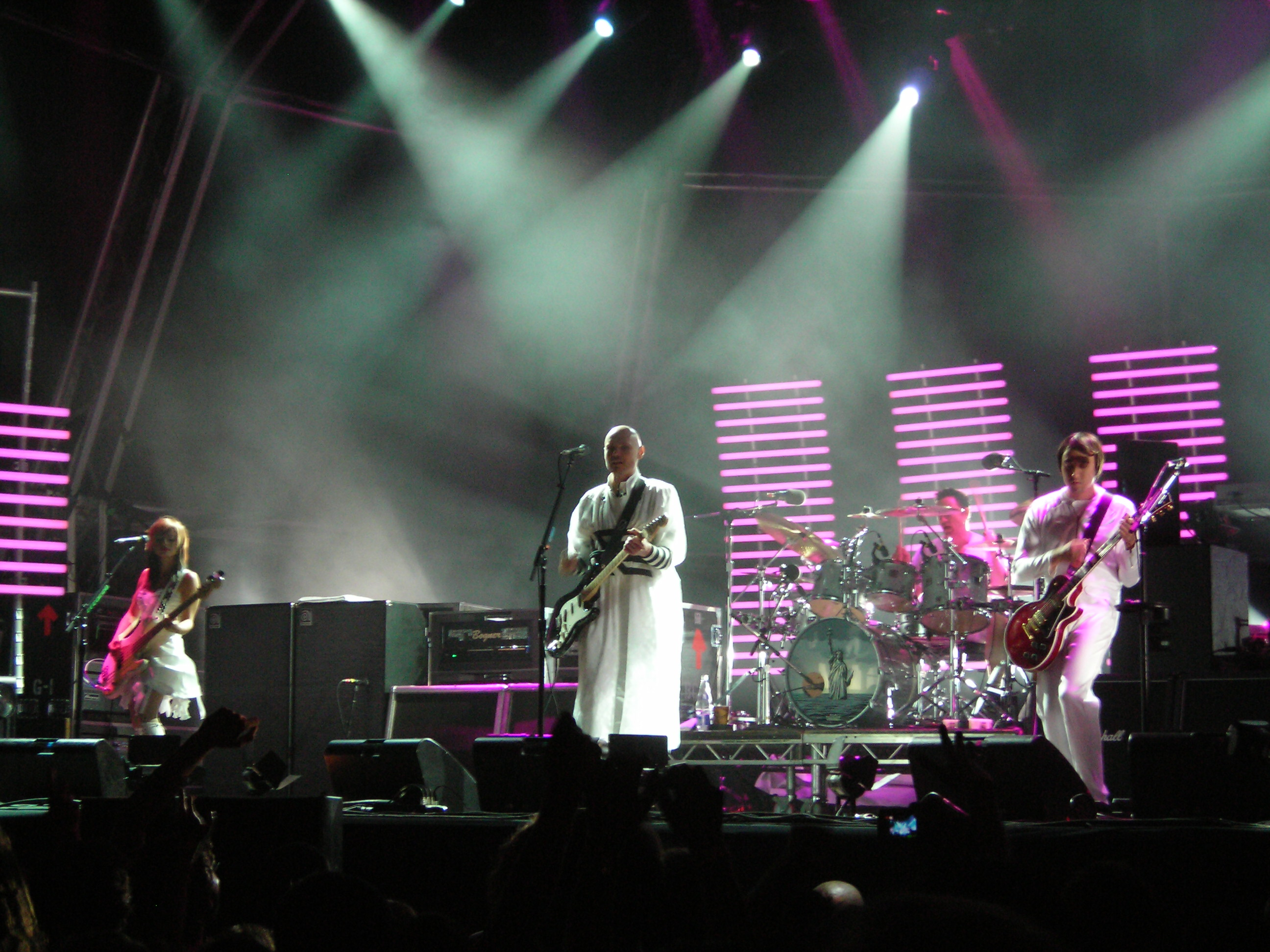
Les Smashing Pumpkins au festival Primavera Sound 2007, à Barcelone.

- Mellon Collie and the Infinite Sadness, 1995
- Adore, 1998
- MACHINA/The Machines of God , 2000
- MACHINA II/The Friends & Enemies of Modern Music (CR-04), 2000
- Zeitgeist, 2007
- Teargarden by Kaleidyscope Vol. I "Songs for a Sailor" & Vol. II "The Solstice Bare", 2010
- Oceania, 2012
- Monuments to an Elegy, 2014
- Shiny and Oh So Bright, Vol. 1 / LP: No Past. No Future. No Sun., 2018
- CYR, 2020
- Atum: A Rock Opera in Three Acts, 2022
- Aghori Mhori Mein, 2024

### EPs
- Zero, 1996

## Albums Live
- Earphoria, 1994.

## Compilations & Coffrets
- Siamese Singles, 1994.
- Pisces Iscariot, 1994.
- The Aeroplane Flies High, 1996.
- Rotten Apples , 2001.
- Judas 0, 2001.
- Rarities and B-Sides, 2005

## Vidéos
- Vieuphoria, 1994.
- Greatest Hits Video Collection 1988-2000, 2001.
- If All Goes Wrong, 2008.

## CD Singles
- Siva, 1991.
- I Am One, 1992.
- Cherub Rock, 1993.
- Cherub Rock (7" Version), 1993.
- Today (7" Version), 1993.
- Today, 1993.
- Disarm (Smile), 1994.
- Disarm (Heart), 1994.
- Disarm (7" Version), 1994.
- Rocket (7" Version), 1994.
- Bullet with Butterfly Wings, 1996.
- 1979, 1996.
- Tonight, Tonight, 1996.
- Thirty-Three, 1996.
- The End Is the Beginning Is the End, 1997.
- Ava Adore, 1998.
- Perfect, 1998.
- Perfect, Pt. 1, 1998.
- Perfect, Pt. 2, 1998.
- Stand Inside Your Love, 2000.
- Try, Try, Try, 2000.
- Untitled, 2001.
- Tarantula, 2007.
- That's the Way (My Love Is), 2007.
- G.L.O.W., 2008.
- CYR, 2020.

## Maxi
- Lull, 1991.
- Peel Sessions, 1992.
- 1979 Mixes, 1996.
- Thirty-Three, 1996.
- The End Is the Beginning Is the End, 1997 (bande originale de Batman & Robin : The End Is the Beginning Is the End, The Beginning Is The End Is The Beginning, The Ethers Tragic & The Guns Of Love Disastrous)
- MACHINA II/The Friends & Enemies of Modern Music (CR-01, CR-02 et CR-03), 2000.
- American Gothic, 2008.

## Promotionnel
- Drown, 1992.
- No Toys For O.J., 1993.
- Muzzle, 1996.
- The Smashing Pumpkins 1991–1998, 1999
- Still Becoming Apart, 2000.

## Compilations
- Light Into Dark, 1989. (My Dahlia & Sun)
- 20 explosive dynamic super smash hit explosions!, 1991. (Jackie Blue)
- Afternoon Delight, 1992. (La Dolly Vita)
- Best of Grunge Rock, 1993. (Bury Me)
- No Alternative, 1993. (Glynis)
- A Very Special Christmas 3, 1997. (Christmastime)

Entre parenthèses les chansons auxquelles le groupe a participé

## Bandes originales de films et jeux vidéo
- Drown dans Singles, 1992.
- Eye dans Lost Highway, 1997.
- The End Is the Beginning Is the End et The Beginning Is the End Is the Beginning dans Batman & Robin, 1997.
- Bande originale de Stigmata composée par Billy Corgan et Mike Garson, 1999
- Never Let Me Down Again dans Sex Academy, 2001.
- To Sheila dans l'épisode 4 de la saison 1 de Newport Beach, 2003.
- Doomsday Clock dans Transformers, 2007.
- Cherub Rock dans Guitar Hero 3, 2007.
- Today ainsi que 1979, The Everlasting Gaze et G.L.O.W. en contenu téléchargeable dans Guitar Hero: World Tour, 2008.
- Bullet with Butterfly Wings dans Guitar Hero 5, 2009.
- Cherub Rock ainsi que Zero et Siva en contenu téléchargeable dans Rock Band, 2007.
- Today ainsi que Zero et Siva en contenu téléchargeable dans Rock Band 2, 2008.
- Today dans Rock Band Unplugged, 2009.
- 1979 dans Grand Theft Auto IV, 2008.
- FOL dans une pub Hyundai, 2009 (morceau inédit disponible en téléchargement gratuitement)
- The Beginning Is the End Is the Beginning pour le trailer de Watchmen, 2009.
- To Sheila dans l'épisode 3 de Flashforward, 2009.

## Hommage
- For the Masses: An Album of Depeche Mode Songs , 1994. (Never Let Me Down Again)

Entre parenthèses la chanson à laquelle le groupe a participé

## Albums non officiels
- Pumpkin Seeds, 1993.
- Mashed Potatoes, 1994.
- Unplugged: 100% Pure Acoustic Performances, 1994.
- Versions, 1994.
- 3 Feet High, 1994.
- Sorrow and Pity, 1995.
- Secrets of Your Dreams (Live At The Dusseldorf Easter Festival), 1996
- Mellon Collie and the Infinite Sadness - Demos 1, 1996.
- Thank You for Participating, 1996
- Acoustic Melon Songs, 1996
- 666, 1996.
- The 1998 European Premiere (CdAudio et CdRom), 1998
- The Cutting Edge, 1998.
- Maximum Pumpkins (AudioBiographie), 2000
- Billy's Gravity Demos, Vol. 1, 2000.
- Verdenberg 2000, 2000
- Age of Innocence, 2000
- Mellon Collie and the Infinite Sadness - Demos 2, 2000.
- Adore Demos, 2000.